# Denis Mpunga
Pour les articles homonymes, voir Mpunga.
Denis Mpunga, né le 29 septembre 1959 à Mushenge (alors au Congo belge), est un acteur, auteur de théâtre et metteur en scène belge.

## Biographie
Denis Mpunga est à la fois acteur, metteur en scène, auteur, musicien et compositeur. Dès la fin des années 1980, il joue et crée des spectacles jeune public avec le Théâtre Musical Possible (TMP), des pièces qui pour la plupart ont connu un succès et une diffusion au-delà des frontières européennes.
En tant que comédien, il travaille avec des metteurs en scène reconnus comme Jacques Nichet dans La Tragédie du roi Christophe, une pièce d’Aimé Césaire présentée dans la cour d’honneur du festival d’Avignon, et Michel Dezoteux pour le Théâtre Varia, notamment dans des pièces de William Shakespeare comme Richard III en 2001 et Hamlet, prince de Danemark en 2012. À partir de 2005, il est en résidence et artiste associé au Théâtre Varia et, dans ce cadre, il met en scène plusieurs spectacles dont Haute-Pression et Nain et Géante, qu’il a écrits.
Pour le cinéma, il débute par une apparition dans Je pense à vous de Jean-Pierre et Luc Dardenne ; il les retrouve en 1996, pour La Promesse uniquement pour la composition de la musique. Il se fait remarquer dans Dead Man Talking de Patrick Ridremont, un rôle qui lui vaut une nomination du meilleur acteur dans un second rôle aux Magritte du cinéma 2013. Il joue également dans Au nom du fils de Vincent Lannoo, Je suis supporter du Standard de Riton Liebman et Marguerite de Xavier Giannoli, auprès de Catherine Frot.
Denis Mpunga est membre du conseil d'administration de la Fondation Dapper.

## Filmographie

### Cinéma

#### Longs métrages
- 1992 : Je pense à vous de Jean-Pierre Dardenne et Luc Dardenne
- 1993 : Hey stranger de Peter Wodtisch : Peter
- 1999 : Les Siestes grenadine de Mahmoud Ben Mahmoud
- 2012 : Dead Man Talking de Patrick Ridremont : Julius Lopez
- 2012 : Au nom du fils de Vincent Lannoo : l'Abbé Luangi
- 2013 : Je suis supporter du Standard de Riton Liebman : le psy
- 2015 : Marguerite de Xavier Giannoli : Madelbos
- 2016 : Grave de Julia Ducournau : le professeur d'anatomie bovine
- 2017 : L’Ascension de Ludovic Bernard : Célestin Diakhaté, le père de Samy
- 2018 : Fan Club de Vincent Ravalec : le fan Geoffroy
- 2018 : J'ai perdu Albert de Didier van Cauwelaert : le Général Beck
- 2018 : Troisièmes noces de David Lambert : l'échevin
- 2018 : Premier de la classe de Stéphane Ben Lahcen : Boubacar
- 2019 : Merveilles à Montfermeil de Jeanne Balibar : Souleymane N'go M'ba
- 2019 : Le Prince de Lisa Berwith : Vladimir
- 2019 : Lola vers la mer de Laurent Micheli : le prêtre
- 2020 : Antoinette dans les Cévennes de Caroline Vignal : Idriss
- 2021 : À l'ombre des filles d'Étienne Comar : l'homme au parloir
- 2021 : La Page blanche de Murielle Magellan : Jean-Marie
- 2021 : Orlando de Daniele Vicari : Kalidou
- 2023 : BAC+12 de Patrick Bossard : Sékou, le père de Thomas
- 2023 : Notre tout petit petit mariage de Frédéric Quiring : François-Louis
- 2023 : La Vierge à l’enfant de Berivan Binevsa : Kabongo
- 2023 : Augure de Baloji : Oncle Malage
- 2024 : Le Dernier Souffle de Costa-Gavras : Adama
- 2025 : Prosper de Yohann Gloaguen : Mbilla

#### Courts métrages
- 2000 : Night-Shop A4 pour Canal+ Belgique
- 2013 : Mboté na yo papa de Jennifer Lemaire
- 2014 : Fish don’t fry in the kitchen de Victor Maes
- 2015 : MUM de Victoria Jadot
- 2016 : Limbo de Noah Basomboli
- 2016 : Guerrier de José Delas : le père de Ben
- 2017 : L’Homme penché de Jacques Lemaire : le docteur Matisse
- 2017 : Le Soleil dans les yeux de Nganji Leh : le pasteur

### Télévision

#### Téléfilms
- 2016 : Alliances rouge sang de Marc Angelo : le Capitaine Damien Bauman
- 2019 : Jamais sans toi, Louna de Yann Samuell : Régis Fourcade

#### Docu-fiction
- 2019 : Billie de James Erskin : Freddie Green

#### Séries télévisées
- 2015 : Accusé, de Mona Achache : Morin - saison 2, épisode 1 : L'Histoire de Nathalie
- 2016 : Glacé de Laurent Herbiet : Frank - épisodes 1, 2 et 3
- 2017 : Dix pour cent, d'Antoine Garceau : le directeur d'auto-école - saison 2, épisode 3 : Norman
- 2017 : Au service de la France, d'Alexis Charrier  : le candidat Colosse - saison 2, épisode 7
- 2021 : OVNI(s) (Canal+) d'Antony Cordier : Raymond Roullier - saison 1, épisodes 1 et 5 et saison 2.
- 2021 : Christmas Flow (Netflix) de Nadège Loiseau : Jean-Louis - saison 1, épisodes 2 et 3
- 2021 : Week-end Family (Disney Channel (France)) de Sophie Reine et Pierre-François Martin-Laval : Kadiaké - saison 1, épisodes 2, 5 et 7
- 2021 : Nina and the Pig de David André : Franky, - saison 1, épisodes 2,3,5,6 et 7
- 2022 : Marianne d'Alexandre Charlot, Franck Magnier et Myriam Vinocour : procureur Konate
- 2022 : Les Amateurs (Mauvaise pioche) de Fred Scotlande et Chloé Marçais : agent de la DGSE
- 2024 : Capitaine Marleau, épisode Le Secret d'Alba de Josée Dayan : Docteur Kouma

### Web-série
- 2015 : Persuasif d'Harold Varango

## Théâtre

### Comédien
- 1990-1994 : Le jour où le soleil nuit de Carine Baiwir, Jean-Marie Billy, Denis Mpunga, mise en scène Francy Begasse, Théâtre Musical Possible de Belgique, rencontres Théâtre Jeune Public d’Huy
- 1990 : Boussadia de Kays Rostom, mise en scène par l’auteur, Théâtre le Monty d’Anvers
- 1990 : En attendant Godot de Samuel Beckett, mise en scène Alain Timar, Festival d’Avignon
- 1992-1993 : Dragon blanc, mise en scène Ken N'diaye, Théâtre Musical Possible de Belgique
- 1993 : Morgane de Michelle Allen, mise en scène Ariane Buhbinder, Théâtre de Rennes
- 1994 : Britannicus de Jean Racine, mise en scène Jean-Pierre Laruche, Centre Culturel de l'Arrondissement de Huy
- 1994-1996 : Edmond (en) de David Mamet, mise en scène Marcel Delval, Théâtre Varia de Bruxelles
- 1996 : Il fallait inventer la mer de Jean-Pierre Spilmont, mise en scène Catherine Simon, Le Vaudeville de Bruxelles
- 1996-1997 : La Tragédie du roi Christophe d’Aimé Césaire, mise en scène Jacques Nichet, cour d’honneur du Festival d’Avignon, Théâtre national de la Colline, en tournée
- 1996 : Les émigrés de Slawomir Mrozek, mise en scène Jean-Pierre Jacquet : Théâtre du Vieux Saint-Étienne de Rennes
- 1996-1997 : Où sont passés les oiseaux? de Françoise Gerbaulet, mise en scène Catherine Simon, Le Vaudeville de Bruxelles, en tournée
- 1997-1999 : Ahmed le subtil d'Alain Badiou, mise en scène Christine Delmotte, Théâtre de la Place à Liège
- 1997-1998 : Harcèlement de Martin Crimp, mise en scène Marcel Delval, Théâtre le Rideau de Bruxelles
- 1998 : Les Suppliantes d'Euripide, mise en scène Crista Mittelsteiner, à Ajaccio (Corse) par la Compagnie In Extremis de Paris
- 1998 : Glengarry Glen Ross de David Mamet, mise en scène Marcel Delval, Théâtre Varia de Bruxelles
- 1999-2003 : Flash back de Denis Mpunga, mise en scène d’Henri Monin, rencontres Théâtre Jeune Public d’Huy, Théâtre national de Toulouse
- 1999-2001 : La Nuit des rois de William Shakespeare, mise en scène Nathalie Mauger, Théâtre national de Belgique et Théâtre de la Place de Liège
- 1999 : Trois solos, mise en scène Philippe Jeusette, Théâtre Varia de Bruxelles
- 2000 : Antigone de Sophocle ; mise en scène Crista Mittelsteiner, à Ajaccio (Corse) par la Compagnie In Extremis de Paris
- 2001 : Richard III de William Shakespeare, mise en scène Michel Dezoteux, Théâtre Varia de Bruxelles
- 2001 : Le petit peuple de la brume, mise en scène Bernard Chemin, Théâtre du Papyrus de Bruxelles
- 2002 : Un noir, une blanche, Slimane Benaïssa, Daniel Keene, Carlos Liscano et Lise Vaillancourt, mise en scène Michel Dezoteux, Théâtre de Nîmes, Théâtre Varia de Bruxelles
- 2003 : Anathème, mise en scène Jacques Delcuvellerie, Festival d'Avignon au Cloître des Célestins
- 2006 : Du pain pour les écureuils, mise en scène Dominique Rothoofdt
- 2007-2011 : Strange Fruit, mise en scène Michel Dezoteux, Théâtre Varia de Bruxelles, L'Artchipel (Scène nationale de Guadeloupe)
- 2007-2008 : Le Revizor de Nicolas Gogol, mise en scène Michel Dezoteux, Théâtre Varia de Bruxelles
- 2012-2013 : Hamlet, prince de Danemark de William Shakespeare, mise en scène Michel Dezoteux,Théâtre Varia de Bruxelles
- 2014 : Poids Plume de Mireille Bailly, mise en scène Axel De Booseré, Théâtre de Poche de Bruxelles
- 2014-2016 : Woyzeck de Georg Büchner, mise en scène Michel Dezoteux, Théâtre Varia de Bruxelles, Théâtre de la Manufacture de Nancy
- 2018 : Il nous faut l’Amérique de Koffi Kwahulé, Théâtre Varia de Bruxelles
- 2019 : Loin des hommes de Vincent Fontano, mise en scène de l'auteur, Tournée Océan Indien
- 2019 : Macbeth de William Shakespeare, mise en scène de Michel Dezoteux : Mac Duff
- 2020 : Macbeth de William Shakespeare, mise en scène de Guy Theunissen : Macbeth
- 2022 : Combat de nègre et de chiens de Bernard-Marie Koltès, mise en scène Kobal’t et Mathieu Boisliveau, Théâtre de la Bastille, rôle : Alboury
- 2022 : Un ennemi du peuple de Henrik Ibsen, mise en scène Thibaut Wenger, Théâtre de Châtillon, rôle : le Capitaine Horster

### Auteur
- 1990 : Le jour où le soleil nuit (participation à la conception)
- 1992 : Dragon blanc (participation à la conception)
- 1999 : Flash back
- 2011 : Nain et géante
- 2013 : Haute pression

### Mise en scène
- 1997-2001 : Chants d’éléphants de Michel Berckmans et  Alain De Neck, à Namur, Montréal, Bruxelles, en tournée
- 2003 : Atterrissage de Kangni Alem, Théâtre Musical Possible
- 2005 : Jaz de Koffi Kwahulé, Centre Wallonie-Bruxelles à Paris
- 2006 : En blanc de Cécile Cozzolino
- 2008 : Ma famille de Carlos Liscano, Festival Émulation à Liège
- 2009 : Les Recluses de Koffi Kwahulé, Centre culturel français de Bujumbura au Burundi
- 2009 : Udukino, Centre culturel français de Bujumbura au Burundi
- 2011 : Nain et géante de Denis Mpunga, Théâtre National de Bruxelles
- 2011 : Coordination artistique de Nema de Koffi Kwahulé, Théâtre Varia de Bruxelles
- 2013 : Haute pression de Denis Mpunga, Théâtre Varia de Bruxelles
- 2015 : We Call it Love[4] de Felwine Sarr, Ishyo Arts Centre de Kigali au Rwanda
- 2018 : Il nous faut l’Amérique de Koffi Kwahulé, Théâtre Varia de Bruxelles
- 2021 : La Vie comme elle vient d'Alex Lorette, Théâtre Le Public de Bruxelles
- 2022 : Music For Trees de Garrett List, Festival de Liège

## Compositeur
- 1989 : fonde Gomma Percusions, groupe de rythmes traditionnels africains
- 1989 : musique pour quatre films d’animation pour l’association Caméra Enfants Admis
- 1991 : musique du court métrage Le diable et la philosophie de Luc Jabon
- 1993 : musique du spectacle Morgane de Michelle Allen, Théâtre de Carton de Montréal
- 1996 : musique du film La Promesse de Jean-Pierre et Luc Dardenne
- 1997 : musique du spectacle Harcèlement de Martin Crimp, au Théâtre le Rideau de Bruxelles
- 2021 : musique du spectacle Miniver d'Ariane Buhbinder, mise en scène d'Ariane Du, au théâtre de l’Anneau de Bruxelles

## Publication
- 2001 : Flash-black aux Éditions Lansman

## Distinctions
- Magritte 2014 : nomination comme meilleur acteur dans un second rôle pour Dead Man Talking de Patrick Ridremont